# لیندا سمبرنت
لیندا سمبرنت (سوئدی: Linda Sembrant؛ زادهٔ ۱۵ مهٔ ۱۹۸۷) یک بازیکن فوتبال اهل سوئد است.

## باشگاهی
از باشگاه‌هایی که در آن بازی کرده‌است می‌توان به تیرسو اف‌اف، تیم ملی فوتبال زنان سوئد، باشگاه فوتبال آی‌ای‌کی و مون‌پلیه اشاره کرد.

## تیم ملی
وی همچنین در تیم ملی فوتبال سوئد بازی کرده است. وی در مسابقات کشوری و بین‌المللی در مجموع برندهٔ ۱ مدال نقره شده‌است.